# Charles Edward Mudie
Charles Edward Mudie var en engelsk biblioteksman, född 1818, död 1890, framgångsrik som bokhandlare och förläggare i London. Han grundlade 1842 ett lånebibliotek, som 1864 övertogs av ett aktiebolag. Detta företag, Mudie’s select library, nådde en kolossal omfattning, bestod redan 1905 av 5,5 miljoner band, sysselsatte bortåt 400 biträden och arbetare och hade två filialer. Dess böcker avlämnades i låntagarnas bostäder.